# Kompetenzzentrum Digitale Wasserwirtschaft
Kompetenzzentrum Digitale Wasserwirtschaft gemeinnützige GmbH (KDW) ist eine 2020 gegründete Einrichtung mit Sitz in Essen. Sie unterstützt die digitale Transformation der Wasserwirtschaft in Deutschland durch Wissenstransfer, Vernetzung und Cybersicherheitsangebote.

## Geschichte
Das Kompetenzzentrum wurde 2020 auf Initiative des Landes Nordrhein-Westfalen gemeinsam mit Unternehmen und Verbänden der Wasserwirtschaft gegründet. Die Eröffnung erfolgte auf dem Digitalcampus Zollverein in Essen. In der Anfangsphase lag der Schwerpunkt auf Think-Tank-Formaten sowie Impulsveranstaltungen, Workshops und Thementagen.
Ab 2023 wurde der operative Bereich ausgebaut; 2024 nahm das unter dem Dach des KDW aufgebaute Lagezentrum CyberSec@Wasser den Betrieb auf und wird seitdem im 24/7-Modus geführt.

## Aufgaben und Angebote
Das KDW organisiert Impulsformate, Workshops und Thementage zu Digitalisierung und Informationssicherheit in der Wasserwirtschaft. Strategische Fragestellungen werden in Think-Tanks erarbeitet; das Angebot richtet sich nicht nur an Akteure in Nordrhein-Westfalen.

## Lagezentrum CyberSec@Wasser
Unter dem Dach des KDW wurde in Essen das Lagezentrum CyberSec@Wasser aufgebaut. Es richtet sich bundesweit an Unternehmen der Wasserwirtschaft und bietet ein branchenspezifisches Security-Operations-Angebot für IT- und OT-Systeme (24/7). Über die Eröffnung und Bedeutung für die Cybersicherheit in der Wasserwirtschaft berichteten mehrere Medien.

## Organisation
Rechtsform ist die gemeinnützige GmbH. Gesellschafter sind das Land Nordrhein-Westfalen sowie Unternehmen und Verbände der Wasserwirtschaft (Emschergenossenschaft, Lippeverband, Arbeitsgemeinschaft der Wasserwirtschaftsverbände in Nordrhein-Westfalen, Stadtentwässerungsbetriebe Köln AöR, Gelsenwasser AG, Rheinisch-Westfälische Wasserwerksgesellschaft).
Die Geschäftsführung lag von 2020 bis 2023 bei Ulrike Düwel; seit 2023 ist Ronald Derler Geschäftsführer. Vorsitzender des Aufsichtsrats ist Frank Obenaus.

## Sitz
Der Sitz der Gesellschaft ist Essen; die Eröffnung erfolgte 2020 auf dem Digital Campus Zollverein.